# دوستان همراه کودکان (فیلم)
دوستان همراه کودکان (انگلیسی: Friends with Kids) یک فیلم در ژانر کمدی رمانتیک و درام به کارگردانی جنیفر وستفلت است که در سال ۲۰۱۱ منتشر شد.

## بازیگران
- آدام اسکات
- جنیفر وستفلت
- کریستن ویگ
- جان هم
- مایا رودولف
- کریس اودوود
- مگان فاکس
- ادوارد برنز
- کلی بیشاپ
- برایان دارسی جیمز